# Mirra (filla de Cínires)
Segons la mitologia grega, Mirra (en grec antic Μύρρα), va ser una heroïna, filla de Cínires, rei de Xipre, i de Cencreis. De vegades també se l'anomena Esmirna.
Diu la tradició que Cencreis, la mare de Mirra havia ofès Afrodita en pretendre que la seva filla era més bella que ella, i com a càstig per la impietat, la deessa va provocar en Mirra un fort desig pel seu pare. Al comprendre la seva passió, es va voler penjar, però la seva nodrissa li aconsellà que satisfés el seu amor. Amb la complicitat de la seva dida es va ajaçar amb el seu pare, fent-se passar per una altra. Però Cínires descobrí l'engany, i llavors hagué de fugir corrents perquè no la matés. En arribar al desert d'Aràbia, gràvida per l'incest, va suplicar la misericòrdia dels déus, i Afrodita la va transformar en l'arbre de mirra. Al mateix temps, per un forat de l'escorça d'aquella planta va néixer el seu fill Adonis. Antoní Liberal diu que la seva fusta produeix llàgrimes cada any. El pare de Mirra es va suïcidar a causa de la vergonya de l'incest.
Amb el nom d'Esmirna, se la considera fundadora de la ciutat d'Esmirna, tot i que també aquest nom és el d'una amazona.